# Olympische Winterspiele 1956/Teilnehmer (Polen)
| Gelbes Symbol für Goldmedaillen mit stilisierten Olympischen Ringen | Graues Symbol für Silbermedaillen mit stilisierten Olympischen Ringen | Braundes Symbol für Bronzemedaillen mit stilisierten Olympischen Ringen |
| ------------------------------------------------------------------- | --------------------------------------------------------------------- | ----------------------------------------------------------------------- |
| —                                                                   | —                                                                     | 1                                                                       |

Polen nahm an den VII. Olympischen Winterspielen 1956 in der italienischen Gemeinde Cortina d’Ampezzo mit einer Delegation von 51 Athleten in sechs Disziplinen teil, davon 44 Männer und 7 Frauen. Mit Bronze gewann Franciszek Gąsienica Groń in der Nordischen Kombination die einzige Medaille für Polen bei diesen Spielen.

## Teilnehmer nach Sportarten

### Bob
Männer, Zweier
- Aleksy Konieczny, Zbigniew Skowroński (POL-1)
19. Platz (5:50,85 min)

- Stefan Ciapała, Aleksander Habala (POL-2)
16. Platz (5:46,35 min)

Männer, Vierer
- Stefan Ciapała, Jerzy Olesiak, Józef Szymański, Aleksander Habala (POL-1)
15. Platz (5:23,49 min)

- Aleksy Konieczny, Zygmunt Konieczny, Włodzimierz Źróbik, Zbigniew Skowroński, Jan Dąbrowski (POL-2)
21. Platz (5:28,40 min)

### Eishockey
Männer
| - Władysław Pabisz - Edward Kocząb - Janusz Zawadzki - Kazimierz Chodakowski - Stanisław Olczyk - Mieczysław Chmura - Henryk Bromowicz - Józef Kurek - Zdzisław Nowak | - Szymon Janiczko - Adolf Wróbel - Kazimierz Bryniarski - Marian Herda - Hilary Skarżyński - Bronisław Gosztyła - Rudolf Czech - Alfred Wróbel |

- 8. Platz

### Nordische Kombination
- Franciszek Gąsienica Groń
Einzel (Normalschanze / 15 km): Bronze  (436,800)

- Aleksander Kowalski
Einzel (Normalschanze / 15 km): 15. Platz (422,200)

- Józef Daniel Krzeptowski
Einzel (Normalschanze / 15 km): 29. Platz (396,100)

- Jan Raszka
Einzel (Normalschanze / 15 km): 32. Platz (387,900)

### Ski Alpin
Männer
- Andrzej Gąsienica Roj
Abfahrt: 15. Platz (3:09,3 min)
Riesenslalom: 54. Platz (3:48,6 min)
Slalom: 23. Platz (3:55,8 min)

- Jan Zarycki
Abfahrt: disqualifiziert
Riesenslalom: 23. Platz (3:22,3 min)
Slalom: disqualifiziert

- Włodzimierz Czarniak
Riesenslalom: 28. Platz (3:24,2 min)

- Józef Marusarz
Riesenslalom: 35. Platz (3:29,3 min)

- Jan Gąsienica Ciaptak
Slalom: 16. Platz (3:40,0 min)

Frauen
- Maria Gąsienica Daniel-Szatkowska
Abfahrt: ausgeschieden
Riesenslalom: 35. Platz (2:10,9 min)
Slalom: disqualifiziert

- Barbara Grocholska
Abfahrt: 17. Platz (1:51,7 min)
Riesenslalom: 30. Platz (2:05,5 min)

- Maria Kowalska
Abfahrt: 19. Platz (1:51,9 min)
Riesenslalom: 20. Platz (2:02,8 min)
Slalom: 22. Platz (2:21,7 min)

### Skilanglauf
Männer
- Józef Gąsienica Sobczak
15 km: 44. Platz (56:39 min)
4 × 10 km Staffel: 9. Platz (2:25:55 h)

- Tadeusz Kwapień
15 km: 16. Platz (52:45 min)
30 km: 12. Platz (1:49:09 h)
4 × 10 km Staffel: 9. Platz (2:25:55 h)

- Andrzej Mateja
15 km: 23. Platz (53:42 min)
4 × 10 km Staffel: 9. Platz (2:25:55 h)

- Józef Rubiś
15 km: 34. Platz (54:47 min)
30 km: 23. Platz (1:53:57 h)
4 × 10 km Staffel: 9. Platz (2:25:55 h)

- Stanisław Bukowski
30 km: 29. Platz (1:56:26 h)
50 km: 13. Platz (3:10:49 h)

Frauen
- Józefa Czerniawska-Pęksa
10 km: 17. Platz (41:28 min)
3 × 5 km Staffel: 5. Platz (1:13:20 h)

- Maria Gąsienica Bukowa-Kowalska
10 km: 16. Platz (41:09 min)
3 × 5 km Staffel: 5. Platz (1:13:20 h)

- Helena Gąsienica Daniel
10 km: 24. Platz (43:09 min)

- Zofia Krzeptowska
10 km: 18. Platz (41:37 min)
3 × 5 km Staffel: 5. Platz (1:13:20 h)

### Skispringen
- Andrzej Gąsienica Daniel
Normalschanze: 20. Platz (198,5)

- Józef Huczek
Normalschanze: 30. Platz (185,0)

- Roman Gąsienica-Sieczka
Normalschanze: 25. Platz (189,5)

- Władysław Tajner
Normalschanze: 16. Platz (201,0)